# Ostindiefararen Götheborg

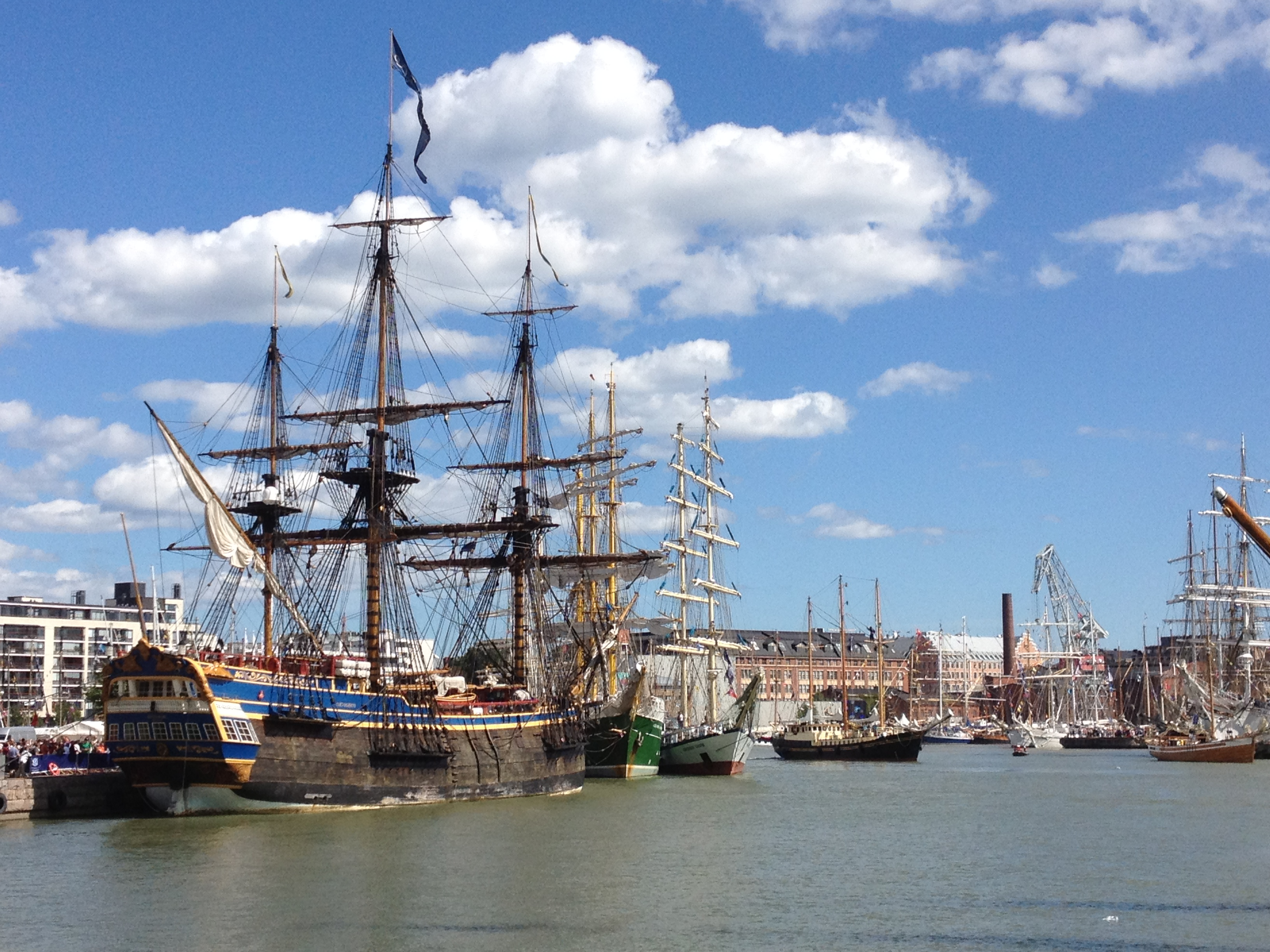
Götheborg förtöjd i Sandviken i Helsingfors, i samband med Tall Ships' Race, 2013.

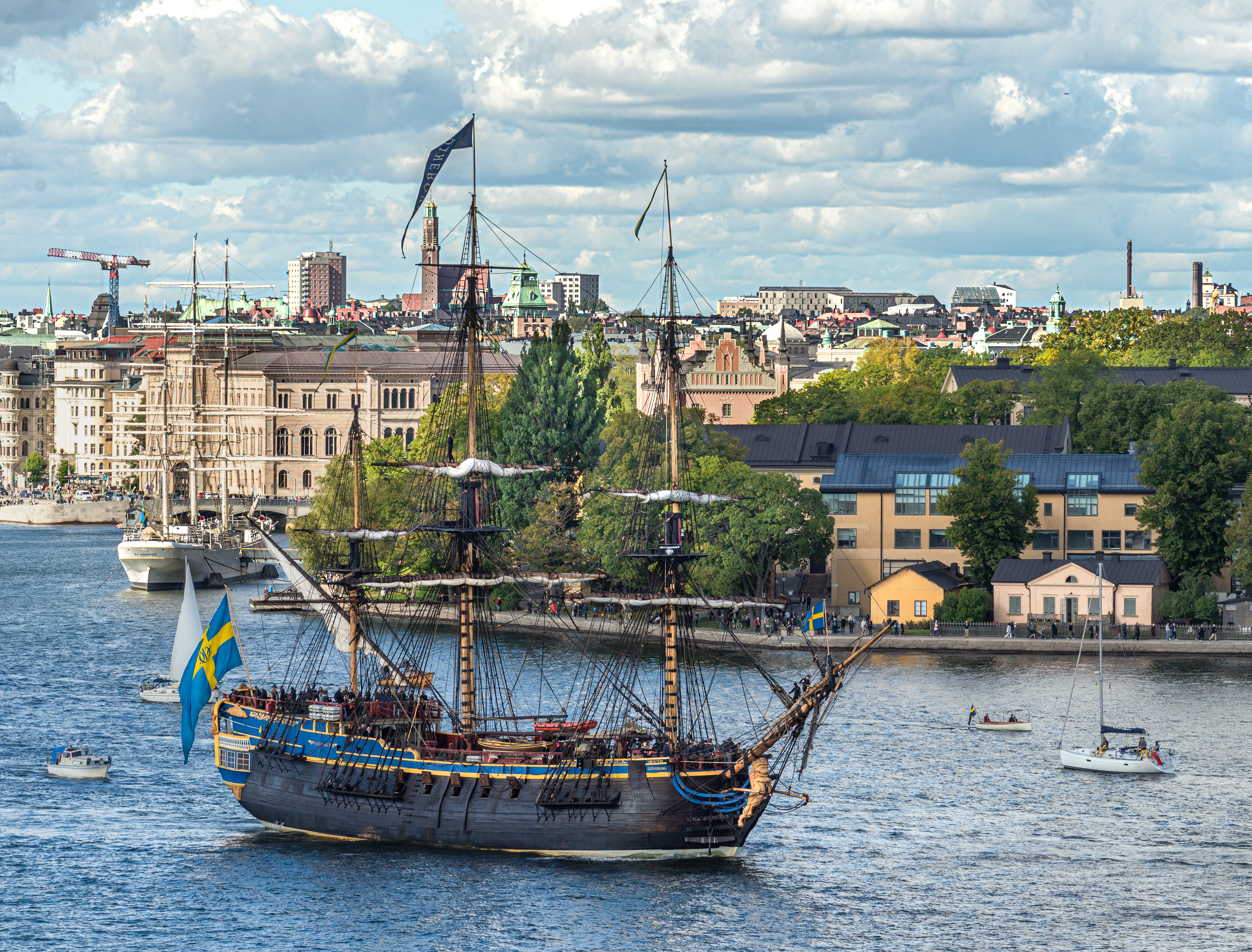
Götheborg i Stockholm 2021.

Ostindiefararen Götheborg är en replik av den ostindiefarare med samma namn (Götheborg), som 1745 gick på grund och sjönk vid Hunnebådan i Göteborgs hamninlopp. Ostindiefararen Götheborg har en total längd 58,5 meter och stormastens topp 47 meter över vattenlinjen. År 1986 startade en marinarkeologisk utgrävning av originalskeppet. År 1995 påbörjades bygget och åtta år senare sjösattes Götheborg. Under 20 månader mellan 2005 och 2007 seglade skeppet den historiska rutten till Kina och hem igen. Sedan dess har man varit ute på ett antal mindre expeditioner i Sverige och i övriga Europa, sommaren 2010 deltog man bland annat i festligheterna kring kronprinsessan Victorias bröllop. Ostindiefararen Götheborg är klassat som passagerarfartyg men bär den Svenska ostindiska kompaniets tvåtungade flagga, som tilldelats kompaniet under sin storhetstid på 1700-talet och nu igen vid skeppets sjösättning av Kungen, för att se ut som en örlogsflagga på avstånd och på så vis skrämma bort pirater som härjade runt södra Afrika och Madagaskar.
Projektet Ostindiefararen Götheborg drivs av Svenska Ostindiska Companiet, som i sin tur ägs av en ideell stiftelse.

## Förlagan
Originalskeppet Götheborg byggdes på varvet Terra Nova i Stockholm och sjösattes år 1738. Enligt författaren Björn Ahlander tog det på 1700-talet endast ett och ett halvt år att bygga ett fartyg i denna storlek. Att ett fartyg som byggdes i huvudstaden fick namnet Götheborg berodde på att Svenska Ostindiska Companiets hade sitt säte i Göteborg och att alla expeditioner startade och slutade i den västliga hamnstaden. Skeppet var på 340 läster, vilket motsvarar en lastkapacitet av cirka 830 ton. Vid jungfruresan som startade den 20 eller 21 januari 1739 var ostindiefararen Götheborg bestyckad med 30 kanoner och mönstrade en 144 man stark besättning.
Fartyget kom att göra tre resor till Kina, men år 1745 förliste fartyget snöpligt under inseglingen till Göteborg. Efter en resa på 30 månader och med bara 900 meter kvar till ankarplatsen rände hon den 12 september 1745 upp på det välkända grundet Hunnebådan. Hur detta kunde hända är ännu idag ett mysterium, men det finns gott om teorier. Fartyget blev stående på grundet och mycket av lasten som bland annat bestod av te, porslin, kryddor och siden kunde bärgas. Under många år syntes vraket över vattenytan, men så småningom fanns bara rester kvar på botten.

### Förlisningen
Det är fortfarande oklart vad som orsakade grundstötningen, och ett av skälen är bristen på samtida skriftliga källor. Götheborg hade en mycket erfaren lots ombord, den på Brännö uppväxte Caspar Matthisson (1712-1783), som vid olyckstillfället hade 7,5 års erfarenhet som ordinarie lots. Trots detta grundstötte alltså Götheborg plötsligt på undervattensklippan Hunnebådan – på 1700-talet kallad Knipla Börö och senare även Göteborgs-grundet eller Ostindiebådan. I den skriftliga förklaring som kapten Eric Moréen och besättningen lämnade gemensamt till Göteborgs Rådhusrätt den 19 september samma år, anges att vädret den 12 september var vackert och klart, vinden "foglig" (gynnsam, mild) samt kommande från sydväst eller västsydväst. Detta måste anses vara idealiska förutsättningar, då vinden kom i stort sett rakt akterifrån. Över Rivöfjorden mötte skeppet strömmen från Göta älv. Navigeringen och segelföringen tycks vara korrekta fram till olyckspunkten, vilket platsen för grundstötningen tyder på. Skeppets fart var cirka tre knop, då Götheborg gör en oplanerad styrbordsgir och träffar grundet. Svaret på varför, kan vara ett numera bortglömt hydrografiskt fenomen kallat dödvatten. Dödvatten innebär att ett fartyg rör sig i ett lager av sötvatten som vilar ovanpå tyngre saltvatten, och åstadkommer inte endast synliga svallvågor i sötvattnet, utan även osynliga vågor i gränsen mellan sött och salt vatten. Man antar att den kraft som krävs för att åstadkomma de osynliga svallvågorna i gränssnittet skapar ett motstånd, som minskar eller hindrar fartygets framfart helt och hållet.
Skepparen Axel Jonasson på motorseglaren Anni (cirka 110 dödviktston), berättar: "Försommaren 1941 råkade vi ut för dödvatten på Rivöfjorden i höjd med Knippelholmen. Plötsligt är det något, som håller igen fartyget. Vi förstår att det är dödvattnet som har slagit till. Vattnet runt skrovet ligger stilla, det tycks vara klistrat till bordläggningen. Fartyget är som fastfruset i ett isflak." Dödvattnets område är från för- till akterstäv och cirka åtta till tio meter ut från sidorna. Utanför detta område ser man rörelser på vattnet, som tyder på att det inte hör samman med dödvattnet. Vid dessa tillfallen reagerar inte fartyget för manöver, och lyder inte roder, trots att vinden fyller seglen. Tillräckligt tryckande vind kan ibland vrida runt fartyget, tillsammans med dödvattnet. Fartyget går därefter okontrollerat dödvattnets väg.
De hydrografiska förhållandena vid Göta älvs mynning i september 1745 känner man väl till. År 1745 var vattenmängden i Göta älv ovanligt stor, genom att vintern 1744–1745 var mycket snörik och därmed följdes av en kraftig vårflod. Vänerns vattennivå var 1745 extremt hög, vilket sammantaget ökade utflödet av sötvatten i Älvsborgsfjorden och påverkade skikten av söt- och saltvatten. Villkoren för dödvatten den 12 september 1745 var alltså mycket gynnsamma.

### Utgrävningarna

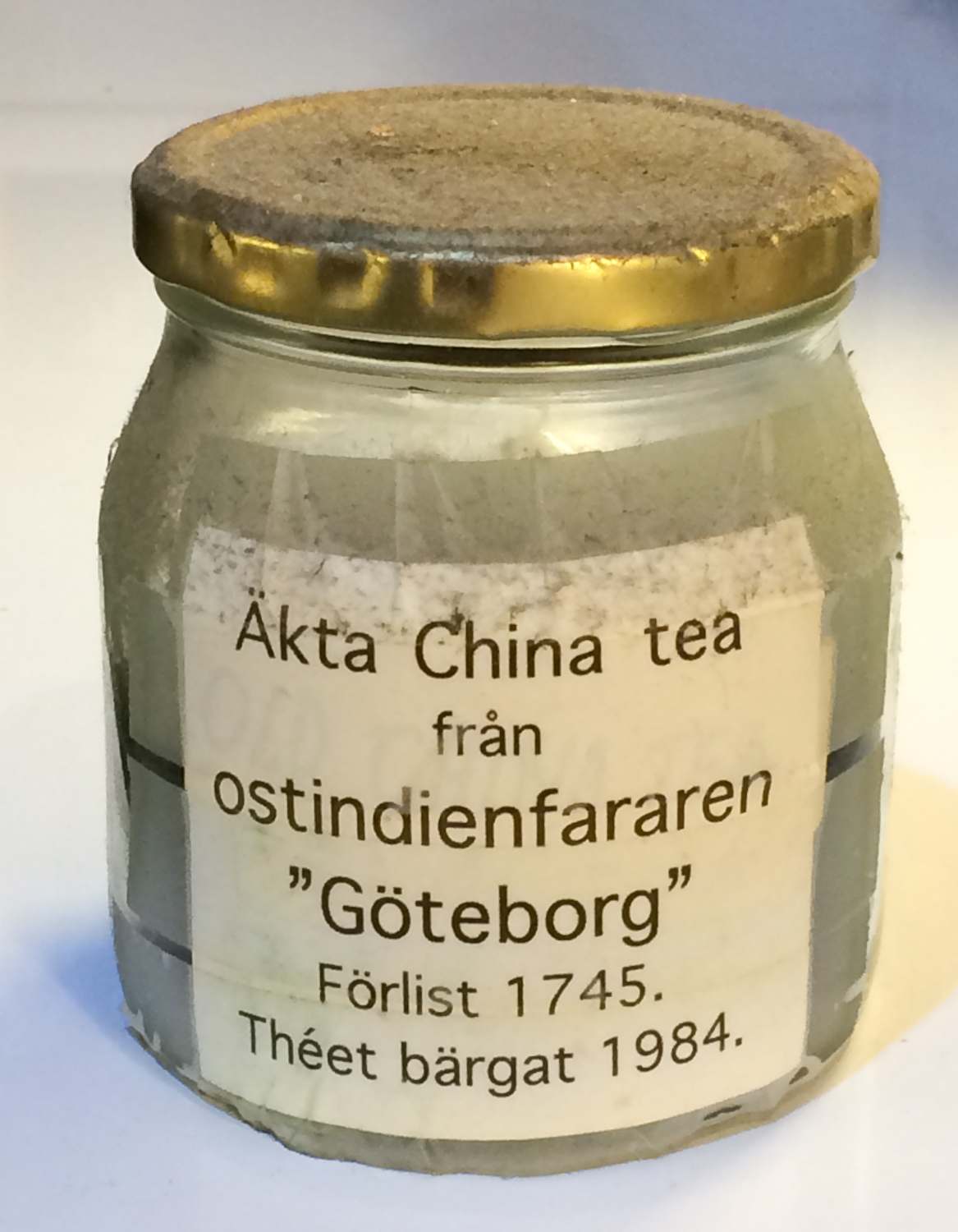
Te från ostindiefararen Götheborg, bärgat 1984.

Den 9 december 1984 dök fem medlemmar från Marinarkeologiska Sällskapet, Göteborgskretsen (MASG) på vrakplatsen vid Hunnebådan. Ordföranden i MASG, Anders Wästfelt, som också deltog i dykningen skrev i sin rapport: "Bra väder, sol. + 7 grader i luften. Vinden nordvästlig 5-6 m/sek. Vattentemperaturen + 6 grader C. Svag ström. Sikten i vattnet: Från ytan till 2 m. 0,50 m sikt. På 4 m. djup c:a 3 m. sikt. På 10 m. djup c:a 5 m. sikt. Dykningarna genomfördes mellan 12.00 och 13.00. ... Vi plockade upp totalt 38 bitar porslin. Tre delar var nästan oskadade. Dessa hittades på den mjukare dy-bottnen. Alla fynd låg på bottnen. Ingen grävning eller blåsning förekom. - Fynden har lämnats till Göteborgs Sjöfartsmuseum."
Man fann massor av porslinsskärvor spridda över botten. Arkivforskning och undersökning av vrakplatsen ledde 1986 dels till att fartyget Götheborg från 1738 återupptäcktes och dels till att Göteborgs Sjöfartsmuseum fick utgrävningstillstånd av vrakplatsen från Riksantikvarieämbetet. Detta år bildades även Stiftelsen Ostindiefararen Götheborg, vilket blev starten på en av Sveriges dittills mest omfattande marinarkeologiska undersökningar. Syftet med utgrävningarna var bland annat att med vraket Götheborg som utgångspunkt sprida historisk kunskap om staden Göteborg och Svenska Ostindiska Companiets betydelse under 1700-talet.
Snart föddes dock tanken av de dykare som återupptäckt vraket att bygga en replik av fartyget Götheborg. Besluten om utgrävning och byggande av fartyget har genom åren genererat ett stort intresse från forskare, volontärer, yrkesmän, sponsorer och inte minst från allmänheten. Kunskapen om 1700-talets historia, handel med Kina och Svenska Ostindiska Companiet har därmed ökat väsentligt.

## Nybygget

### Förhistoria
Efter att förlisningsplatsen återupptäckts 1984, genomfördes en marinarkeologisk undersökning – med hjälp av över 100 frivilliga amatörer och Västsvenskt näringsliv – vilken fick stor uppmärksamhet i Sverige, men även internationellt. Under åren 1985–1993 uppgick värdet av det materiella och finansiella stödet till omkring 8 miljoner kronor och av det frivilliga arbetet till omkring 5 miljoner.
År 1987 bildades ’’Ostindiefararen Götheborgs Vänförening,’’ med uppgiften att tillvarata allmänhetens intresse. Under åren har föreningen lämnat ett värdefullt ekonomiskt stöd. Ett trettiotal större och mindre utställningar har under perioden hållits, därav tre i Asien, där Hongkong hade fler än 96 000 besökare. Totalt samlade utställningarna fler än en miljon besökare.
Bokhandlaren Erik Wettergren blev i oktober 1992 ordförande i den ’’Fond för Nya Ostindiefararen Götheborg’’ som bildades. Kunde man bygga ett skepp som i linjer, rigg och dimensioner motsvarade den Ostindiefararen Götheborg som sjösattes år 1738? Fonden skulle finansiera en undersökning som tittade på förutsättningarna för det. En stiftelse med uppgift att stödja och driva projektet bildades den 5 november 1993. Skeppet skulle kunna klassas som skol- och forskningsfartyg samt vara fullt seglingsbart. Då målet var att kunna delta i aktiviteterna kring Tall Ships' Race som skulle gå i mål i Göteborg, krävdes att skeppet var sjösatt 1997.

### Nybygget
Det första steget i byggprojektet togs den 11 juni 1995, då fartyget kölsträcktes. Det skedde på det nedlagda varvet Eriksberg på Göta älvstranden i Göteborg. Under ledning av ceremonimästaren Anders Wästfelt placerades två silvermynt, ett från 1745 och ett från 1995, i laskarna på den 33 meter långa kölen. Cirka 3 000 åskådare fanns på plats vid sammanfogningen. Volvos koncernchef Sören Gyll, professor Jörgen Weibull och kyrkoherde Alf Österström välsignade projektet.
För skeppets konstruktion och historiska utformning svarade Joakim Severinsson. Konstruktionsritningarna godkändes av klassningssällskapet Det Norske Veritas i november 1995.
Runt en kvarlämnad stapelbädd bredde snart ett nytt varvsområde ut sig. Där anlades skeppshall, smedja, timmer-, rigg- och mastverkstad. Det nya varvet på Eriksbergsområdet kom även detta att kallas Terra Nova.
På det nya Terra Nova växte under nio år den nuvarande ostindiefararen fram. Som en ödets nyck hade en del av stapelbädd nr 6 lämnats kvar då Eriksbergs varv revs. Där anlades Terra Nova. Fartyget skulle i allt väsentligt likna det skepp som 1745 gick i kvav vid hemkomsten från sin tredje resa till Kina. Rekonstruktionen av fartyget kom att byggas dels på de marinarkeologiska utforskningar som gjordes på vraket och dels på historiska källor från 1700-talet.
Ansträngningar gjordes under konstruktionen och byggnadstiden för att anpassa fartyget till moderna klassnings- och säkerhetskrav. Att bygga i samklang med dessa moderna krav utan att de ursprungliga tankarna från initiativtagarna förlorades, visade sig bli en av projektets tuffaste utmaningar. Det nya fartyget uppfyller dagens höga krav på säkerhet, stabilitet och styrka. Fartyget har bland annat vattentät sektionering, brandsektionering och nödutrymningsvägar. Moderna maskinsystem ger fartyget möjlighet till framdrivning vid svag vind, nödsituationer eller vid hamnmanöver. Dieselmotorer genererar el till fläktsystem, dricksvattenproduktion och matlagning. Många av fartygets navigations- och nödsystem drivs också av dessa generatorer, såsom läns- och brandpumpar.
Företagare hade möjlighet att köpa in sig i olika större och mindre delar av skeppet, såsom exempelvis: 8 kölsvin för 105 000 kr per styck, 16 spegeltimmer för 30 000 kronor styck, 72 bottenstockar för 12 000 kr. styck, 80 meter pollare för 5 000 kr per meter, 5 500 meter bordläggning för 2 000 kr per meter och 55 000 spik för 200 kr per styck.

### Sjösättningen
Sjösättningen ägde rum den 6 juni 2003 i närvaro av kung Carl XVI Gustaf, skeppets högste beskyddare, drottning Silvia och prins Carl Philip samt ett stort pressuppbåd och tusentals åskådare. Den 3 september 2004 döptes skeppet av drottning Silvia, skeppets gudmor, vid en högtidlig ceremoni utanför Göteborgsoperan. Den första provseglingen ägde rum den 22 mars 2005. Skeppet besökte 56 städer åren 2005–2010.

### Resan till Kina

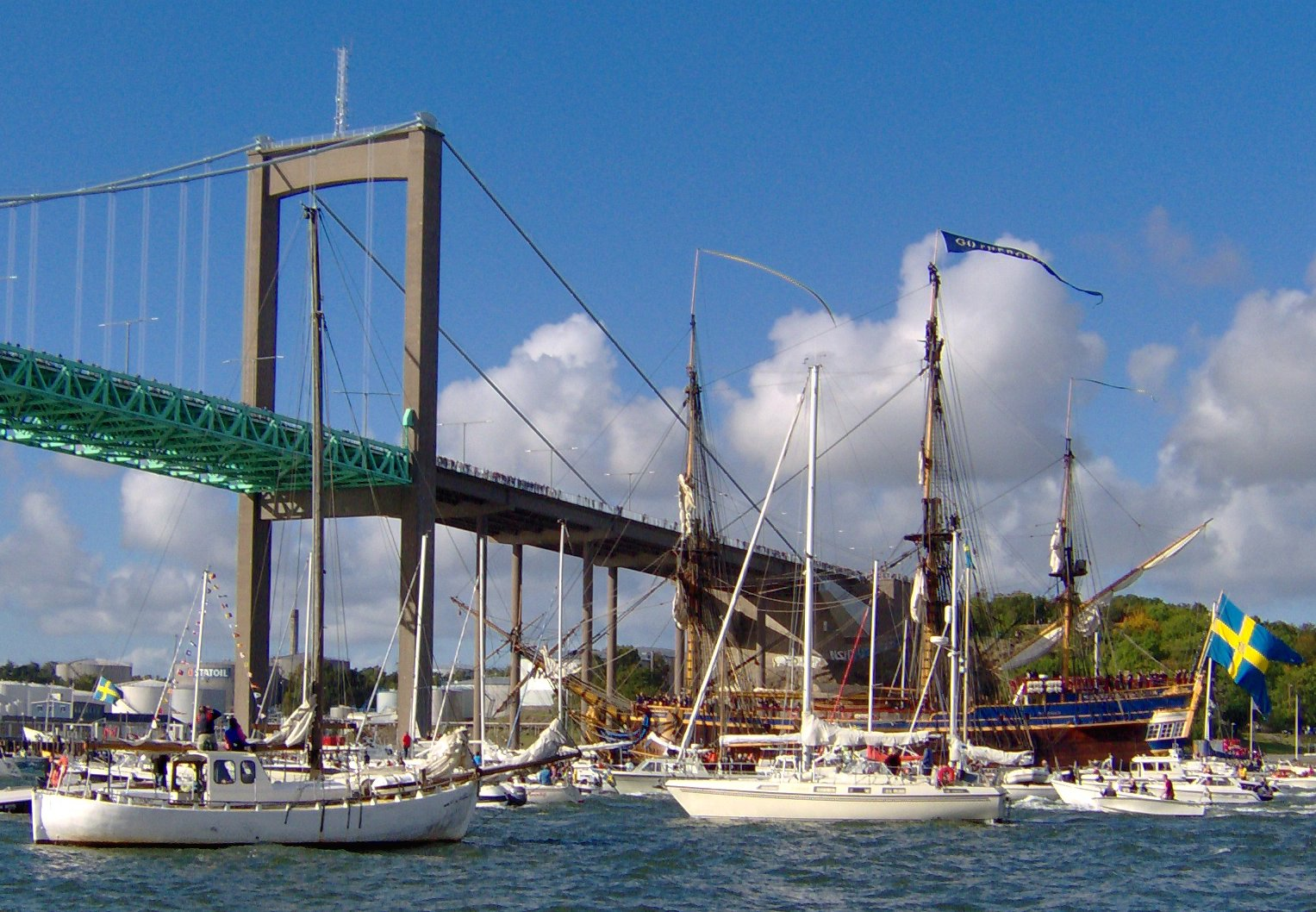
Götheborg lämnar hamnen för att segla till Kina 2005.

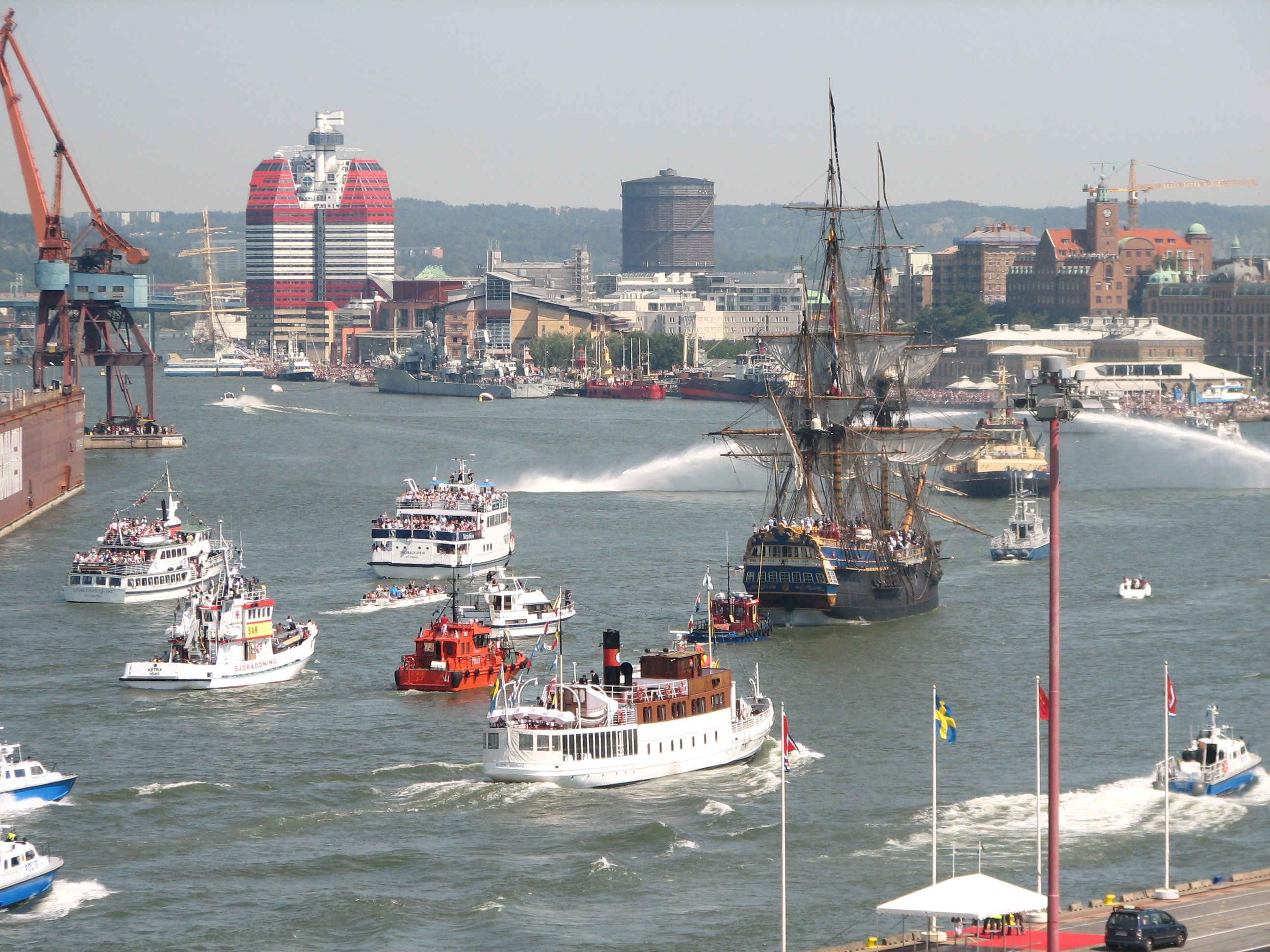
Götheborg på parad vid hemkomsten 9 juni 2007.

Söndag den 2 oktober 2005 klockan 13:45 kastade ostindiefararen Götheborg loss från sin hemmahamn och satte kurs mot Kina. Avresan blev en folkfest där tiotusentals människor hade mött upp för att ta farväl av skeppet. Hundratals följebåtar eskorterade skeppet vid avfärden mot Kina. Ute vid Vinga vinkades det farväl. Redan i Älvsborgsfjorden gjorde fartyget 9,7 knops fart. Vid 21-tiden den 3 oktober satte fartyget segel för första gången, två stagsegel. Skälet till att man väntade var att det blåste från fel håll samtidigt som det är mer svårnavigerat i en trång farled med satta segel.
Götheborg seglade längs den historiska rutten till Kina via Cádiz i Spanien, Recife i Brasilien, Kapstaden och Port Elizabeth i Sydafrika, Fremantle i Australien och Jakarta i Indonesien och den 21 juli 2006 kom hon äntligen fram till det historiska målet Kanton i Kina efter nära 20 000 sjömil. Mottagandet blev mycket uppmärksammat. Götheborg låg vid kaj i Kanton till den 19 augusti.
Den 9 juni 2007 kom Götheborg hem till Sverige igen efter närmare 20 månader, och lade till vid Pir 4 vid 18.30-tiden. Hon mottogs av Kinas president Hu Jintao och kung Carl XVI Gustaf. Hemkomst till Sverige och intresse i Kina gjorde att Kinas president valde att förlägga ett statsbesök i Sverige under sin europaresa för skeppets skull.

### Hamnstoppen
- Cádiz, Spanien 19 november 2005 – 28 november 2005
- Recife, Brasilien 30 december 2005 – 10 januari 2006
- Kapstaden, Sydafrika 19 februari 2006 – 28 februari 2006
- Port Elizabeth, Sydafrika 9 mars 2006 – 25 mars 2006
- Fremantle, Australien 13 maj 2006 – 25 maj 2006
- Jakarta, Indonesien 18 juni 2006 – 28 juni 2006
- Kanton, Kina 18 juli 2006 – 12 augusti 2006
- Shanghai, Kina 24 augusti 2006
- Hongkong, Kina 29 november 2006 – 12 december 2006
- Singapore, Singapore 30 december 2006 – 14 januari 2007
- Chennai, Indien 31 januari 2007 – 10 februari 2007
- Djibouti, Djibouti 14 mars 2007 – 17 mars 2007
- Alexandria, Egypten 1 april 2007 – 3 april 2007
- Nice, Frankrike 17 april 2007 – 24 april 2007
- London, Storbritannien 19 maj 2007 – 2 juni 2007
- Göteborg, Sverige 9 juni 2007

### Övriga expeditioner i urval
Efter hemkomsten från Kina har ostindiefararen Götheborg varit på ett antal mindre expeditioner runt om i Sverige och i övriga Europa. Direkt efter hemkomsten 2007 åkte skeppet på en kort PR-turné längs den svenska västkusten och sommaren 2008 gav man sig iväg på The Baltic Sea Tour där man gjorde 16 hamnstopp längs den svenska syd- och östkusten. 2009 genomfördes The Skandinavien Tour där man besökte ett tiotal städer i Sverige, Norge och Danmark.
2010 inleddes sommarturnén den 8 juni då Götheborg satte segel mot Stockholm. Skeppet var inbjudet för att delta i firandet av kronprinsessan Victorias bröllop och den 16 juni arrangerades den första officiella bröllopsmiddagen ombord. Bland gästerna fanns hela den svenska kungafamiljen, Sveriges landshövdingar och ett stort antal representanter från det svenska folket som fick möjlighet att framföra sina gratulationer till brudparet. Under tillställningen serverades svenska landskapsrätter tillagade under ledning av Leif Mannerström.
Efter bröllopet invigde Götheborg Sail Amsterdam 2010, Europas största marinfestival. Därefter satte man segel mot Bremenhaven där man deltog i Sail Bremerhaven 2010.
Götheborg har bland annat använts i dokumentärserien Kapten Cooks resor och ska representera Cooks fartyg Endeavour.
I slutet av maj 2016 utbjöds Götheborg till försäljning. 12 december 2016 kom beskedet att Götheborg ska stanna kvar i Göteborg som flytande turistattraktion vid Nya Masthuggskajen.

### På frimärken
Ostindiefararen finns avbildad på svenska frimärken som utkom 2003-10-04.

### Utgift för skattebetalare
År 2016 rapporterade Göteborgs-Posten att ostindiefararen kostat 300 miljoner kronor i skatteutgifter, varav 65 miljoner för en förlust mellan 2010 och 2016. Staten bekostade på detta sätt arbetsmarknadsåtgärder uppgående till 200 miljoner främst genom AMS, och resten har region Västra Götaland och Göteborgs kommun stått för. Kommunens andel skall enligt GP utgöra cirka 77 miljoner.

### Ostindiefararen såld 2021 – seglar åter till Kina
Transportföretaget Greencarrier AB har 2021 förvärvat samtliga aktier i Svenska Ostindiska Companiet AB, SOIC AB, av Stiftelsen Ostindiefararen Götheborg, och är därmed också skeppets nya ägare. Ostindiefararen kommer bland annat att utnyttjas för marknadsföring och främjande av handelsverksamhet med Asien. En seglats till Kina planerades preliminärt ske under 2022. En seglats tur och retur Stockholm genomfördes i månadsskiftet augusti-september 2021.

## Galleri

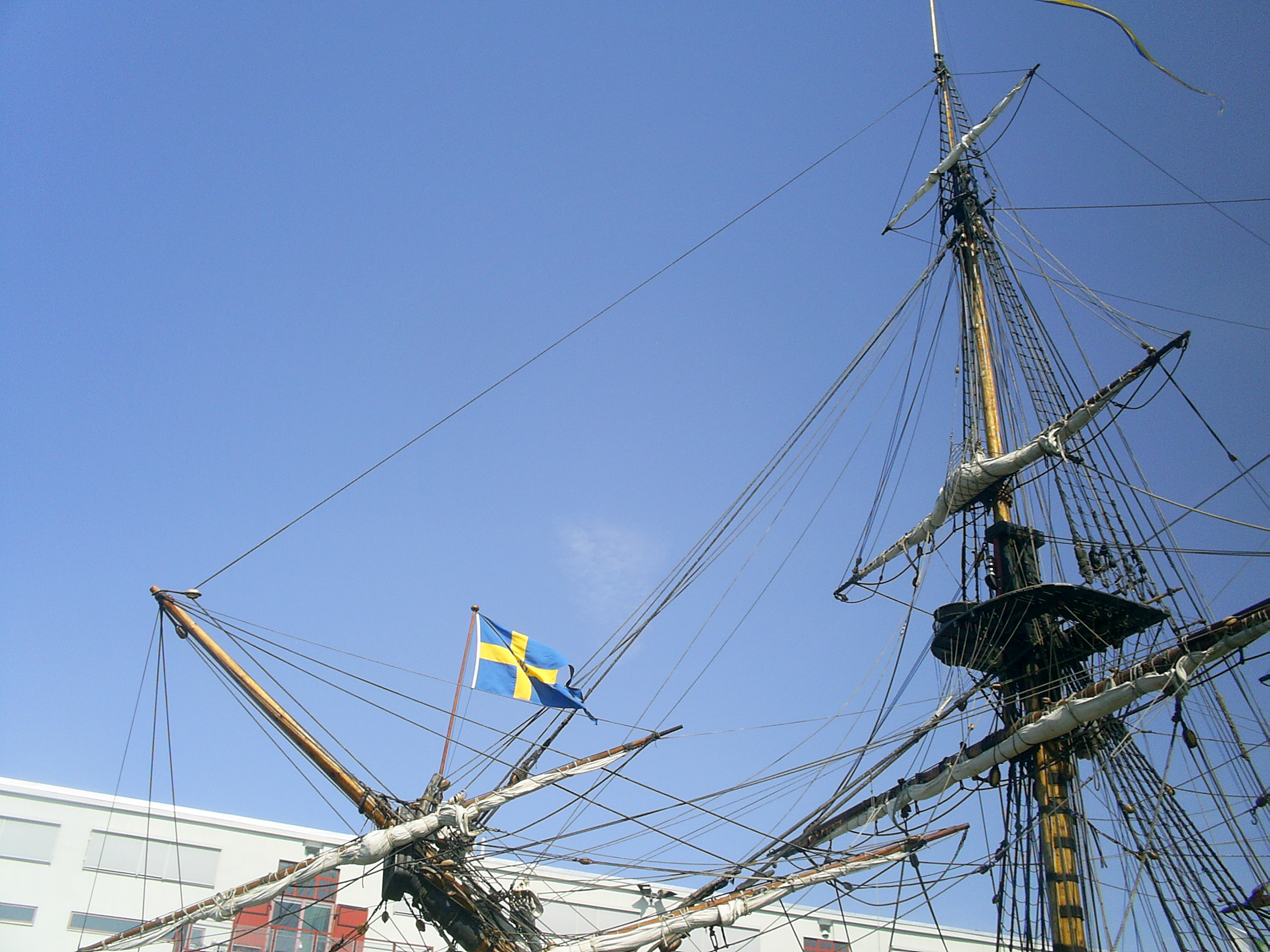
Götheborg i hamn i Göteborg 2023. Fockmasten.
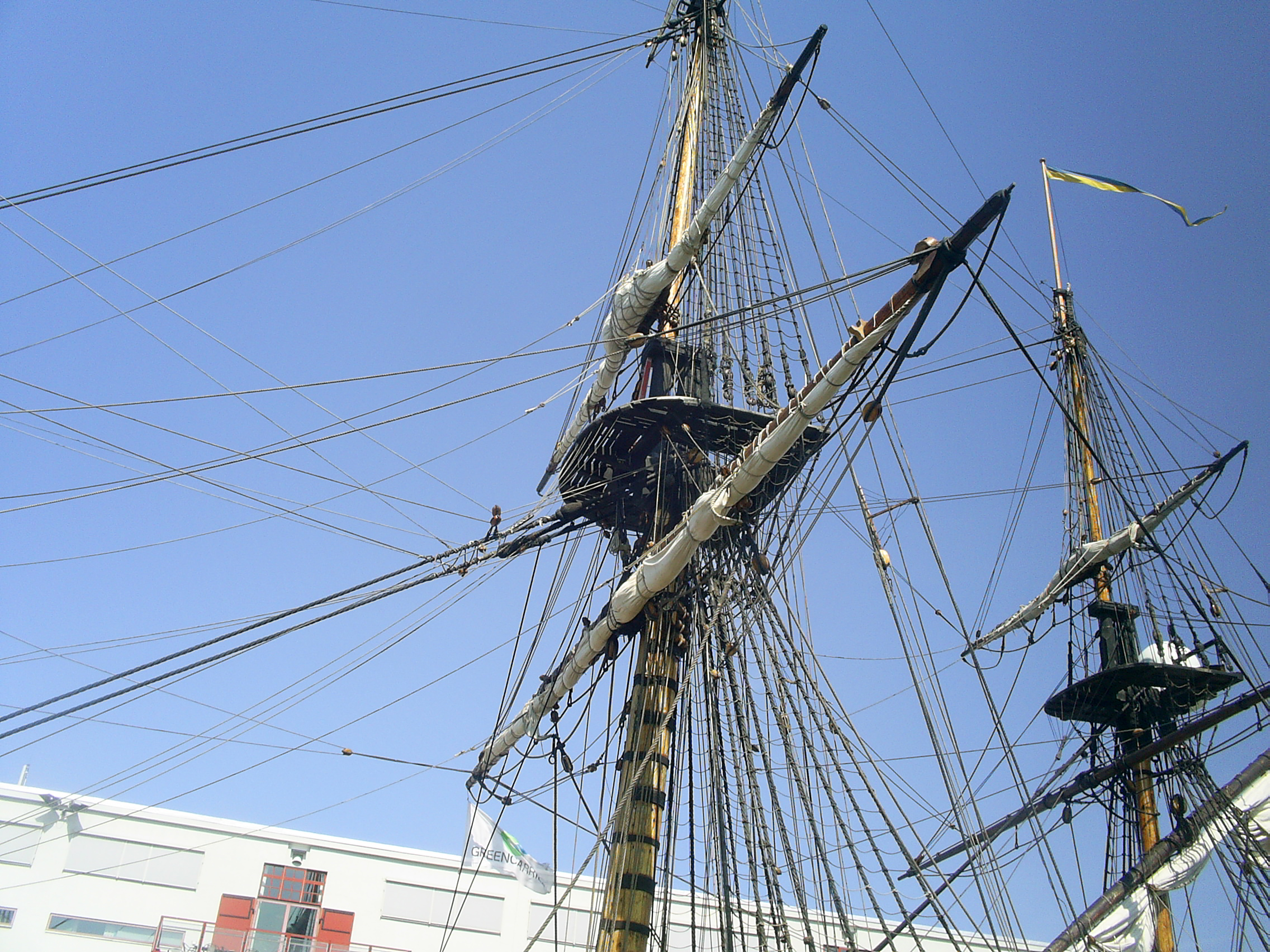
Riggen på två master.
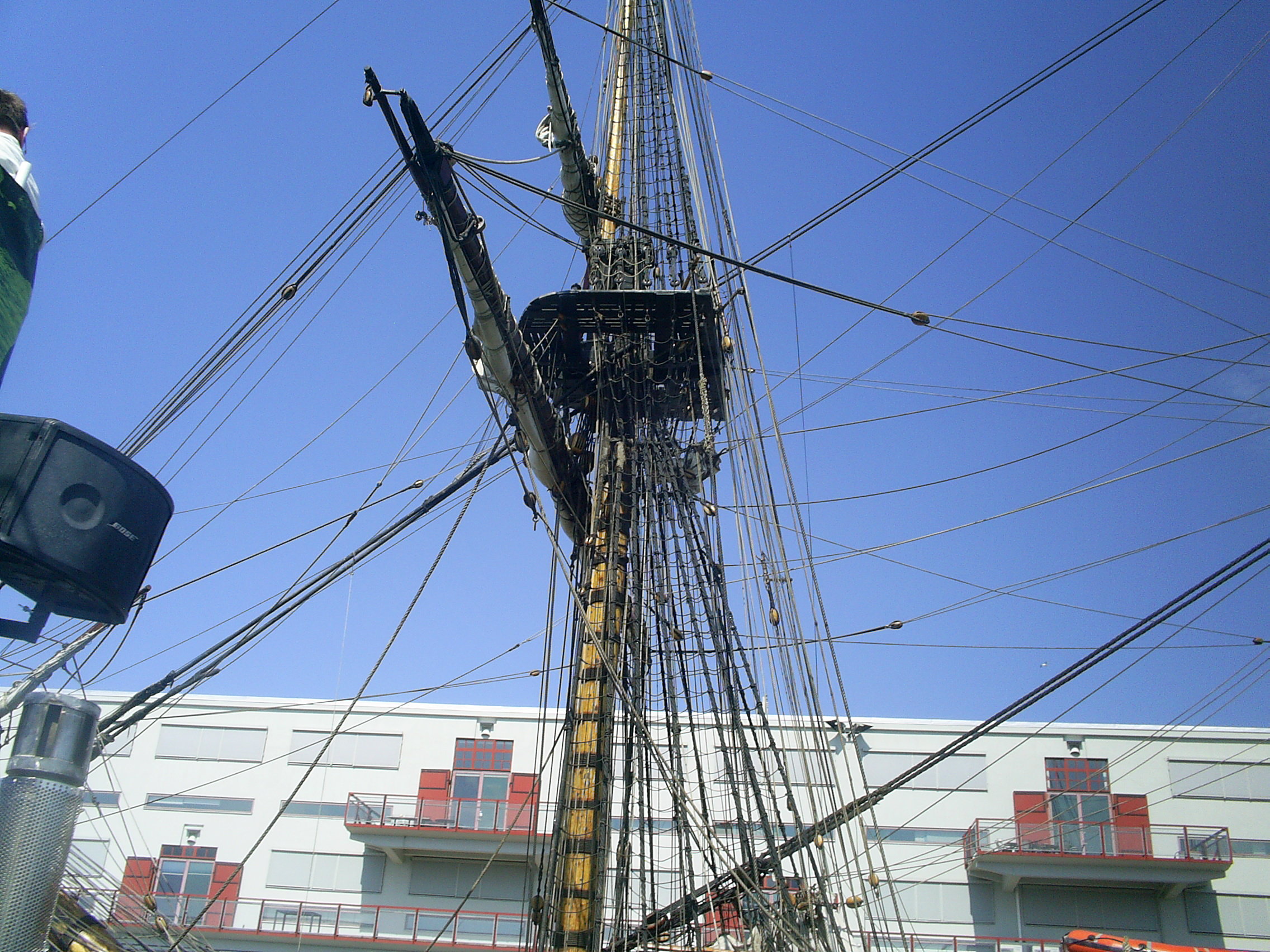
Mast med rigg.
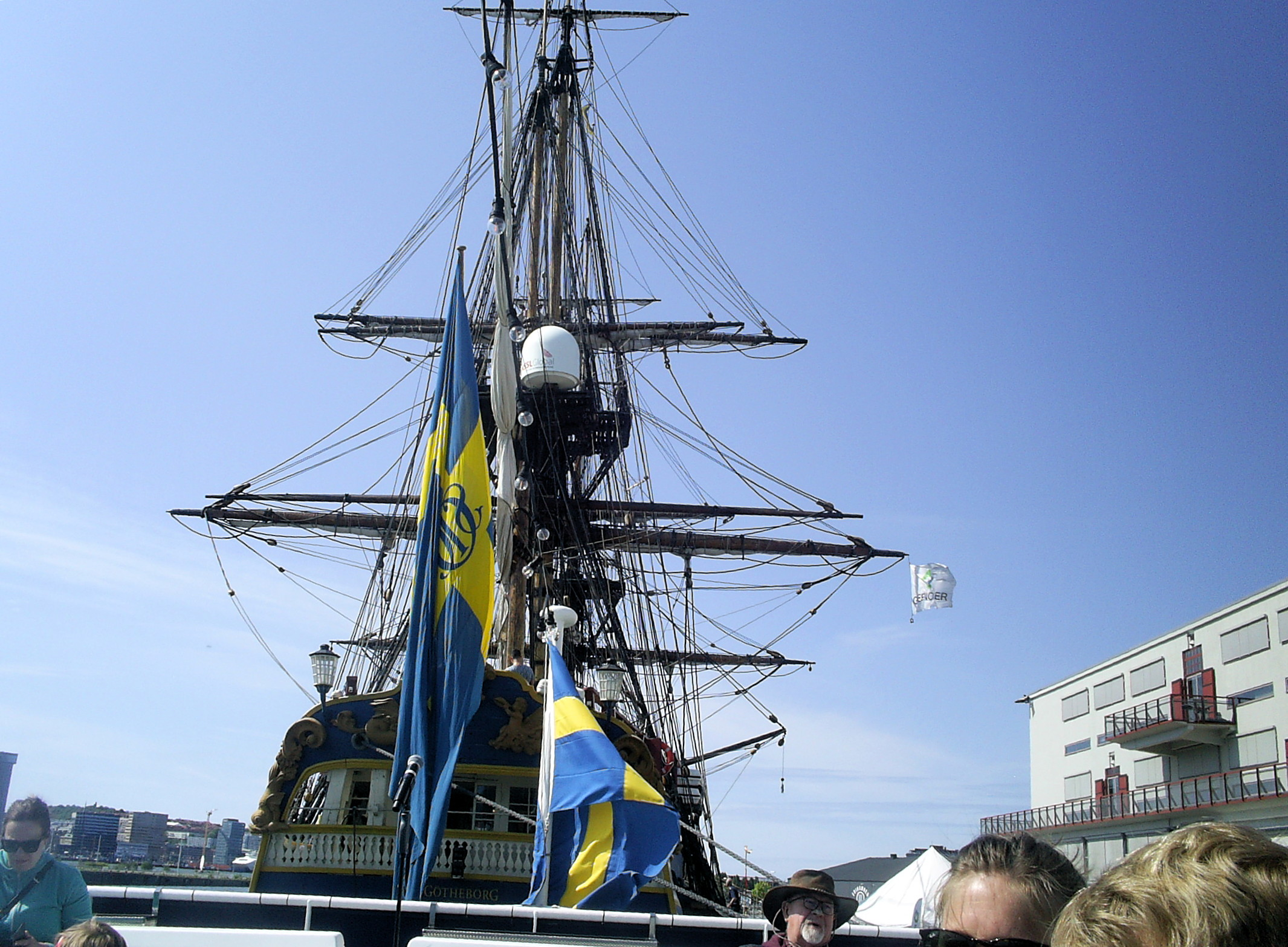
Götheborg sedd akterifrån.